# Dorolț (gmina)
Dorolț – gmina w Rumunii, w okręgu Satu Mare. Obejmuje miejscowości Atea, Dara, Dorolț i Petea. W 2011 roku liczyła 3806 mieszkańców.